# Hofu
Hofu (Japans: 防府市, Hōfu-shi) is een stad in de prefectuur Yamaguchi, Japan. Begin 2014 telde de stad 116.033 inwoners.

## Geschiedenis
Op 25 augustus 1936 werd Hofu benoemd tot stad (shi).

## Partnersteden
- Akitakata, Japan sinds 1971
- Chuncheon, Zuid-Korea sinds 1991
- Delray Beach, Verenigde Staten sinds 1993

Steden:
Hagi · Hikari · Hofu · Iwakuni · Kudamatsu · Mine · Nagato · Sanyo-Onoda · Shimonoseki · Shunan · Ube · Yamaguchi (hoofdstad) · Yanai

Districten:
Abu · Kuga · Kumage · Oshima
Gemeenten per district